# Haven van Tubarão
De haven van Tubarão ligt bij Vitória, in de Braziliaanse deelstaat Espírito Santo. De haven is in beheer bij het mijnbouwbedrijf Vale en ijzererts is het belangrijkste product dat in de haven wordt overgeslagen. Het is een van de grootste havens in het land gemeten naar overslagvolume.

## Geschiedenis
Met de bouw van de haven van Tubarão werd in 1962 een start gemaakt. In dat jaar sloot het toenmalige staatsbedrijf Vale do Rio Doce de eerste lange-termijn contracten om ijzererts te leveren aan Japan en Duitsland. De bouw werd volledig betaald door de nationale overheid en in 1966 was de haven gereed.

## Terminals
De haven telt drie terminals, een speciaal voor de overslag van ijzererts, een voor steenkool en een voor diverse producten.

### IJzerertsterminal
Deze terminal telt twee pieren. Bij pier I kunnen twee bulkcarriers afmeren, aan de zuidzijde van maximaal 170.000 DWT en aan de noordzijde tot maximaal 200.000 DWT. Er zijn twee laders aanwezig die tezamen 26.700 ton erts per uur kunnen laden in de schepen.
Bij pier II kan een schip afmeren, maar hier ligt het maximum op 405.000 DWT en schepen met een maximale diepgang van 23 meter kunnen hiervan gebruikmaken. Pier II telt ook twee ertsladers met elk een capaciteit van 16.000 ton per uur.
In 2013 werd 101,6 miljoen ton (2012: 102,6 miljoen ton) erts en pellets overgeslagen via deze terminal. Op het terminalterrein kan tijdelijk 3,4 miljoen ton erts worden opgeslagen.

### Praia Mole Terminal
Deze terminal is vooral geschikt voor de overslag van steenkool en in 2013 werd 9,8 miljoen ton overgeslagen. Dit was 0,6 miljoen ton meer dan in 2012.

### Terminal de Produtos Diversos
Deze terminal is voorsal gespecialiseerd in de overslag van granen en kunstmest. In 2013 werd 7,4 miljoen ton verwerkt.

## Estrada de Ferro Vitória a Minas

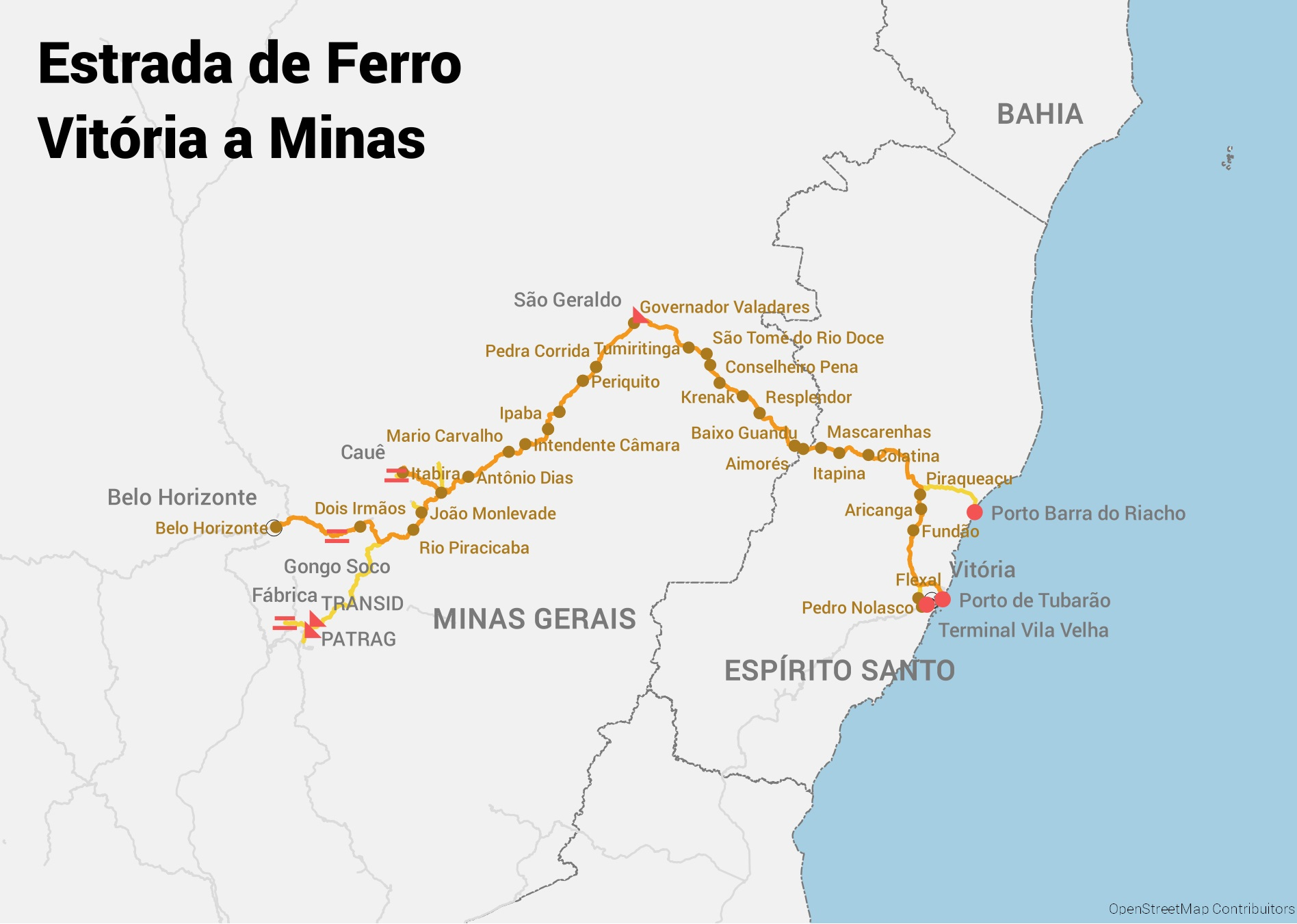
Spoornetwerk van EFVM en geheel rechts de haven van Tubarão

De Estrada de Ferro Vitória a Minas (EFVM) is een spoorweg die de ertsterminal verbindt met de mijnen in Minas Gerais. De spoorlijn heeft een lengte van 905 kilometer en Vale heeft een concessie om de spoorlijn te beheren tot 2027. Over ongeveer twee derde van de totale lengte is er dubbelspoor en de spoorlijn van daarmee continue in twee richtingen worden gebruikt. Veel van de capaciteit wordt gebruikt voor het transport van ijzererts van Vale, maar ook andere bedrijven maken gebruik van de spoorlijn.
In 2013 vervoerde EFVM dagelijks 322.000 ton ijzererts. In 2013 presteerde de maatschappij 77,5 miljard tonkilometers aan transport en verder werden 0,9 miljoen passagiers vervoerd. In 2013 telde de vloot van EFVM 321 locomotieven en 15.212 wagons.